# Sveta Jelena

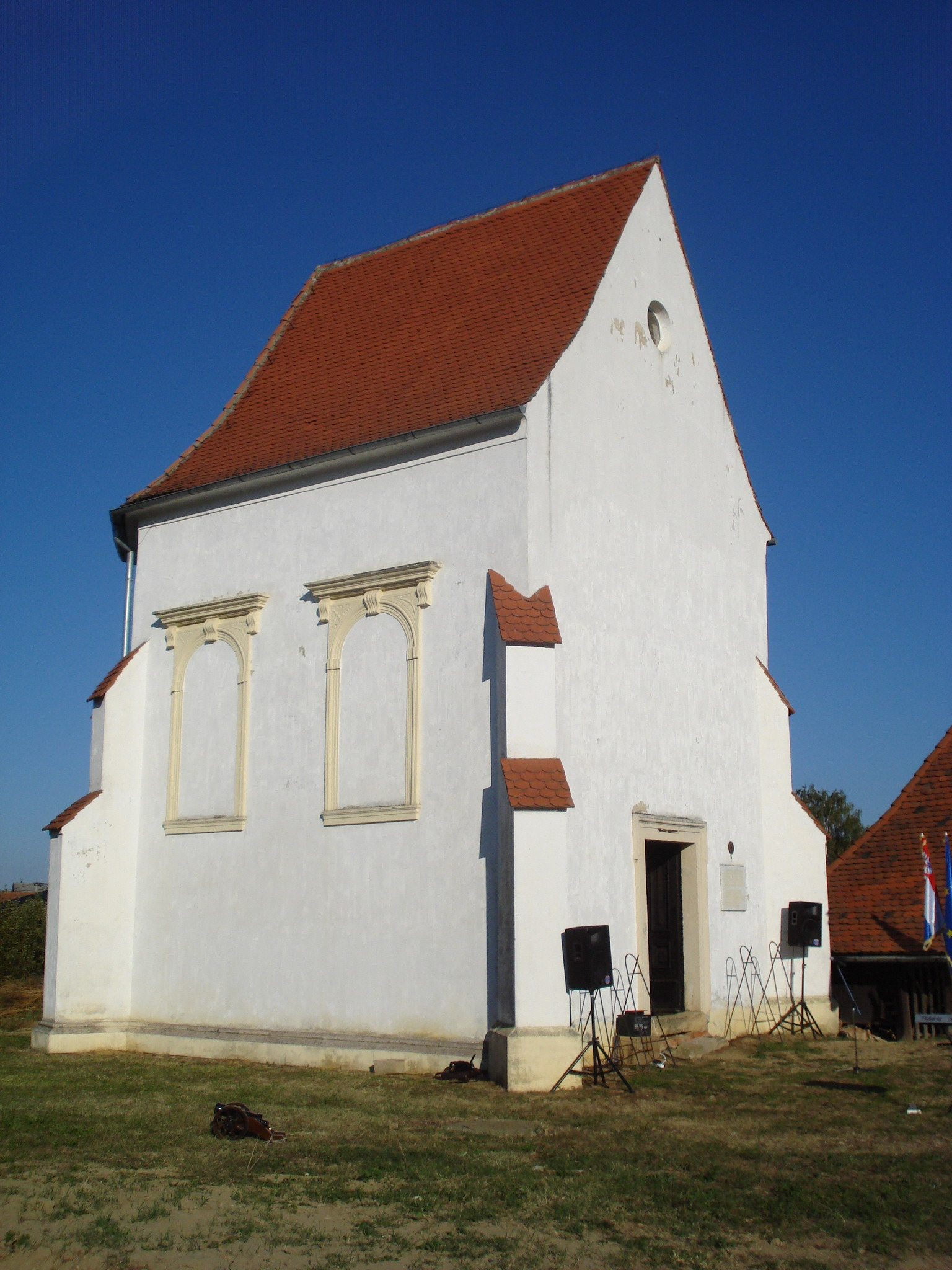
Kapelle der hl. Helena

Sveta Jelena ist ein spätmittelalterlicher Ort in der Nähe der Stadt Čakovec in der nordkroatischen Region Međimurje.
Vormals eine eigene Ortschaft, ist Sveta Jelena heute ein Teil des Dorfes und der Gemeinde Šenkovec. Bekannt wurde der Ort durch die Pauliner-Klosteranlage (mit der Kirche, Kapelle und begleitenden Nebenbauwerken) der Sveta Jelena (deutsch: Heilige Helena), wo die Mitglieder des kroatischen Adelsgeschlechts Zrinski im 16. und 17. Jahrhundert beigesetzt wurden. Von dem ganzen Komplex ist heute nur die Kapelle erhalten. Sie enthält gotische Fresken, die einem italienischen Meister vom Ende des 14. Jahrhunderts zugeschrieben werden.
Das Kloster selbst wurde am 27. August 1376 vom kroatischen Ban Stjepan II. Lacković gegründet und der  Jungfrau Maria und allen Heiligen gewidmet. Später wurde der Ort unter Herrschaft von Adelsgeschlecht Zrinski, Althann und Knežević. Als der kroatisch-ungarische König Joseph II. von Habsburg-Lothringen am 7. Februar 1786 den Paulinerorden aufhob, verließen dessen Mitglieder das Kloster.
Im Laufe der Jahrhunderte wurde die Anlage mehreren Umbauten unterzogen, da sie durch Brände und Erdbeben beschädigt oder teilweise zerstört wurde. Endgültig vernichtete 1880 ein Erdbeben die damals verbliebenen Gebäude fast völlig. In den Jahren 1990 und 1997 wurden archäologische Ausgrabungen und Untersuchungen der Stätte durch das lokale Museum von Međimurje durchgeführt. Die Forschungen werden fortgeführt.

## Fotos

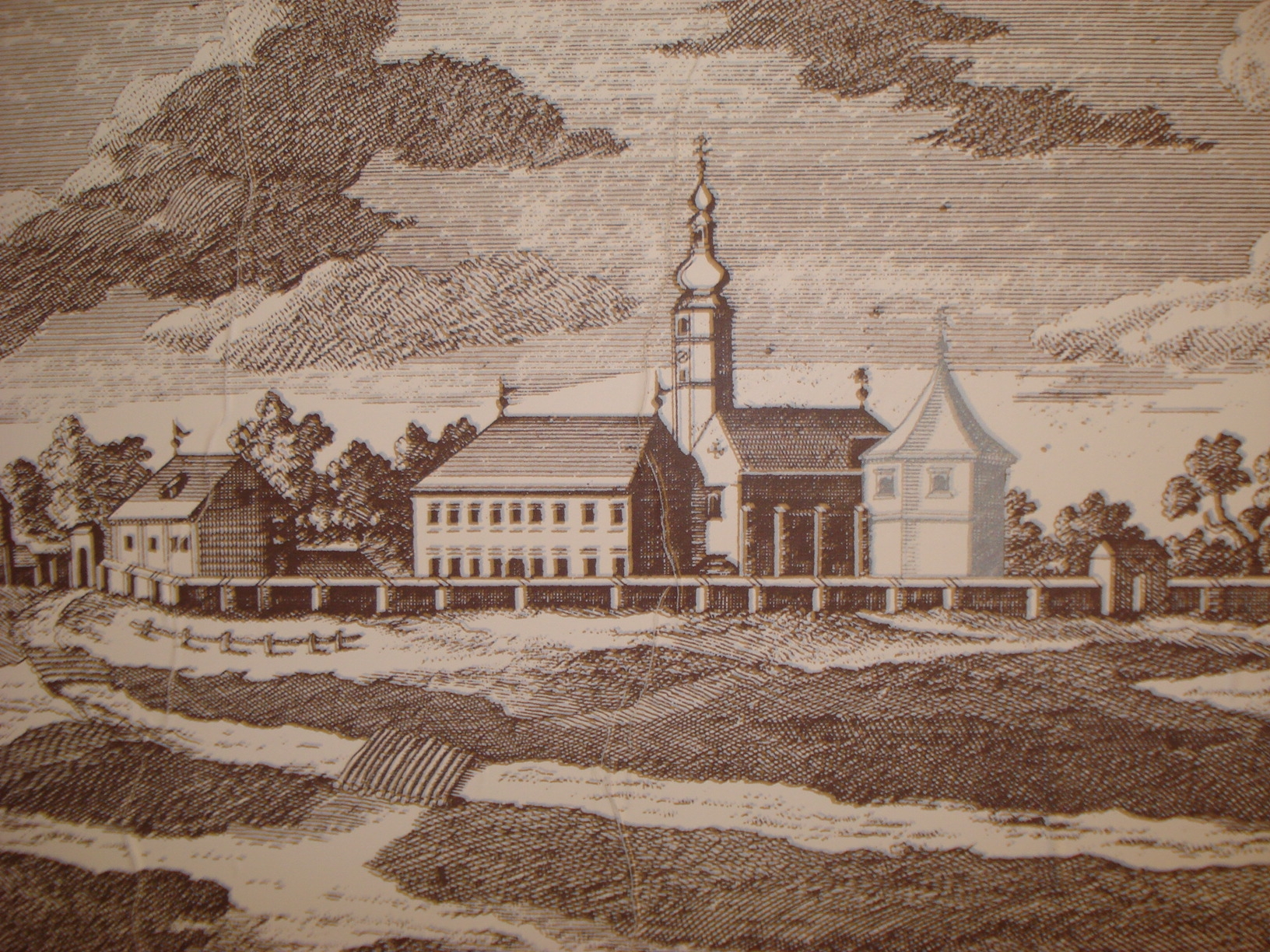
Pauliner-Klosteranlage im 18. Jahrhundert
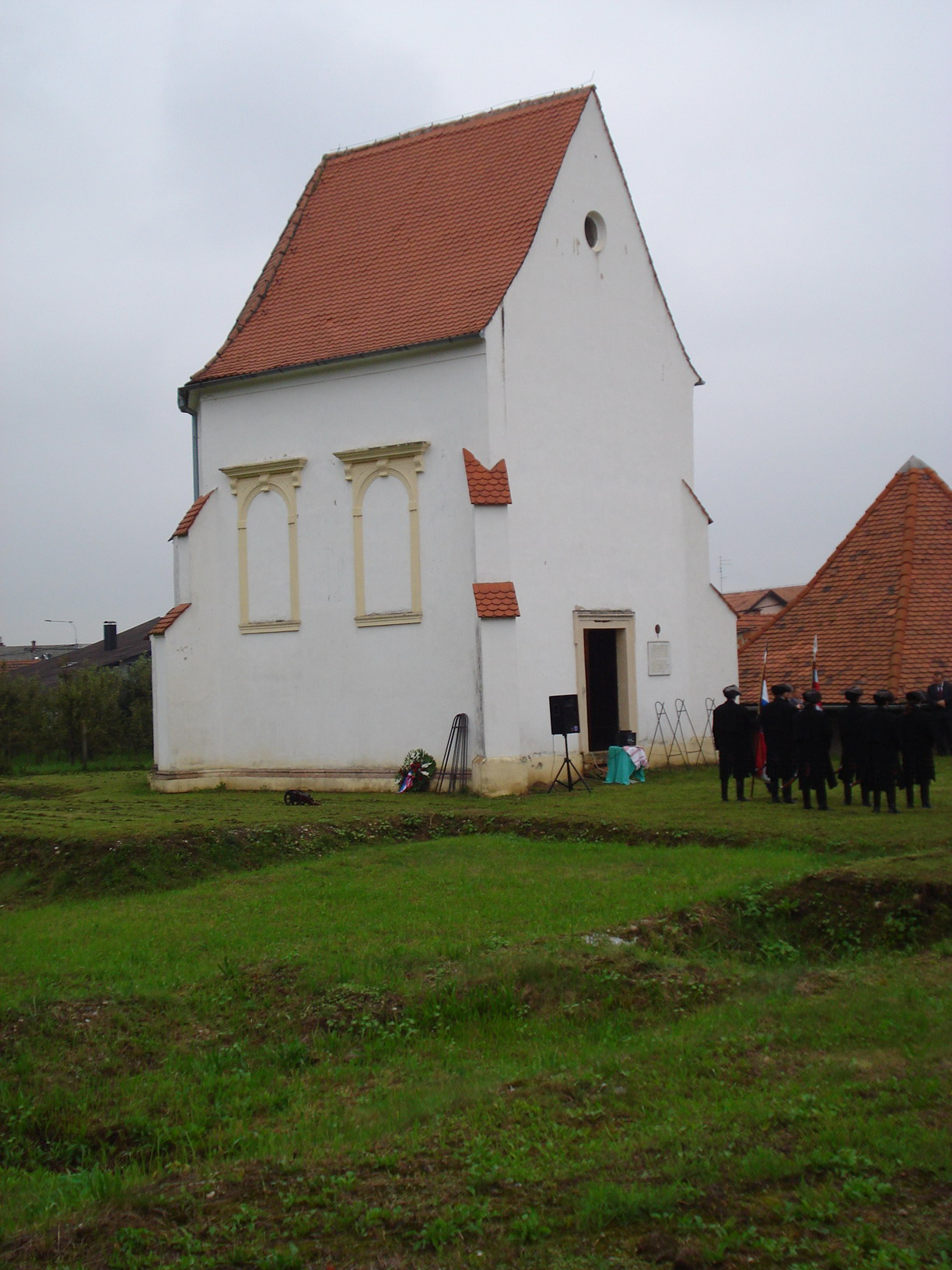
Überreste von Pauliner-Klosteranlage und die verbliebene Kapelle
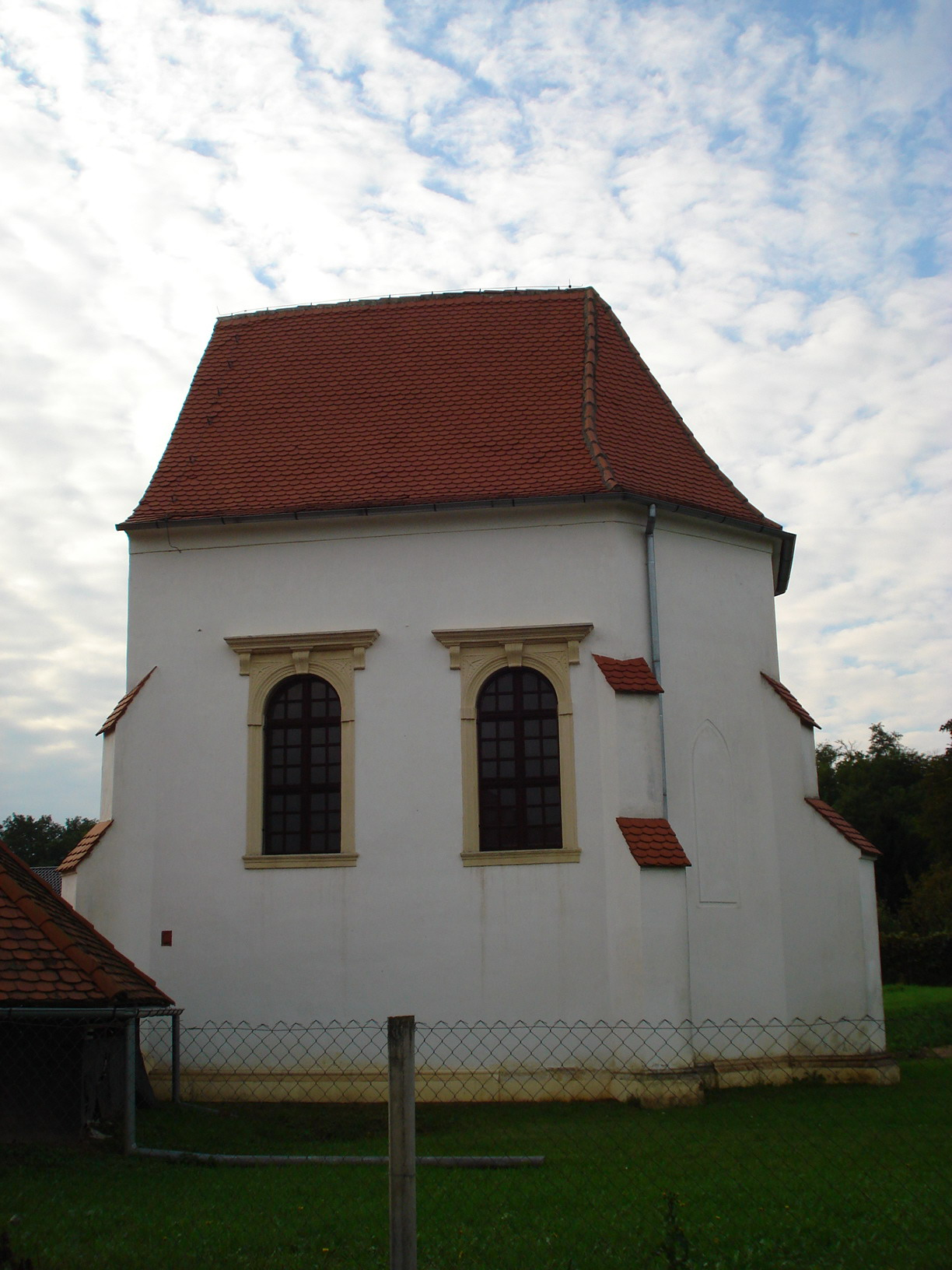
Die Kapelle der hl. Helena – Südseite
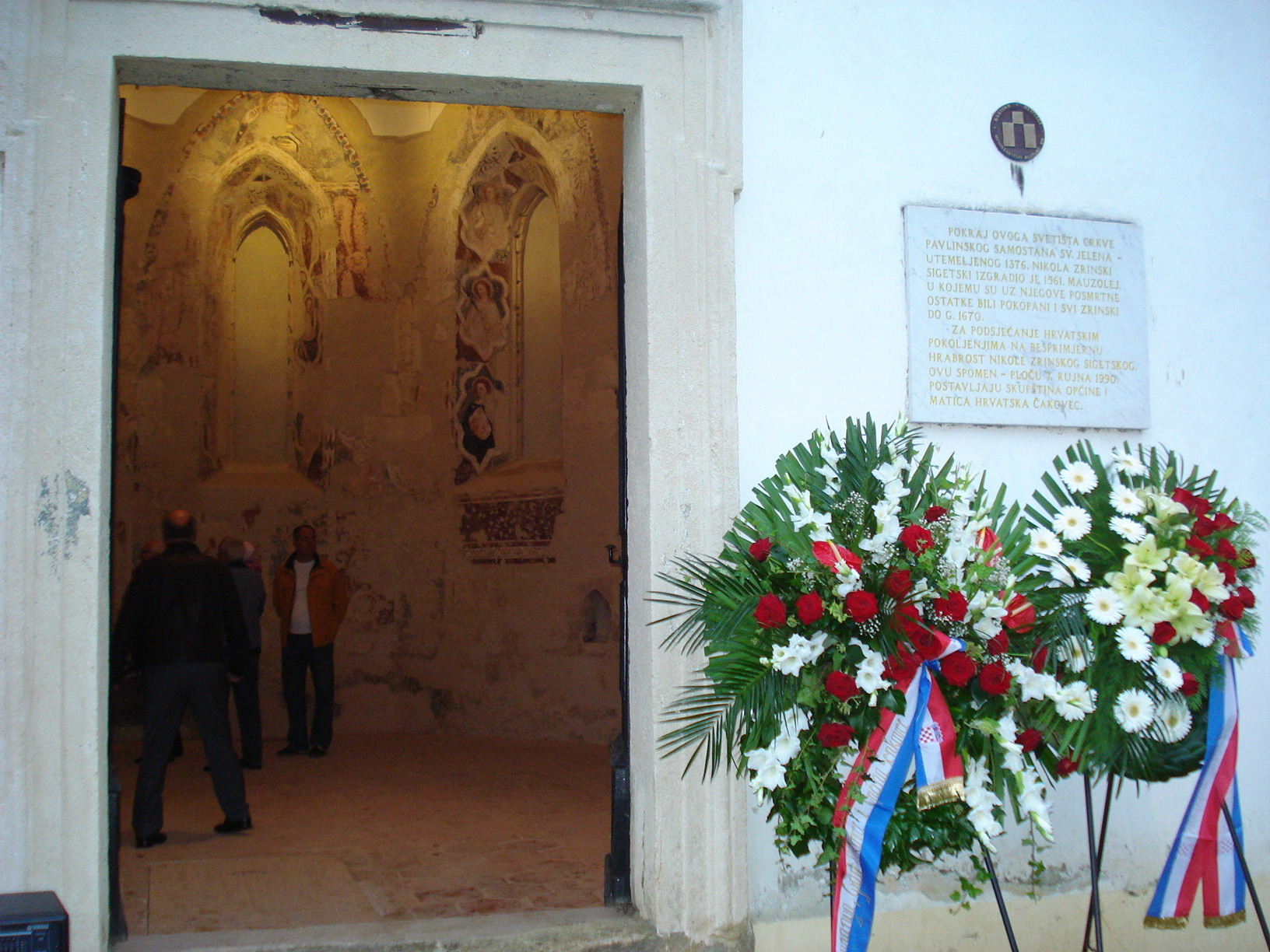
Eingang in die Kapelle
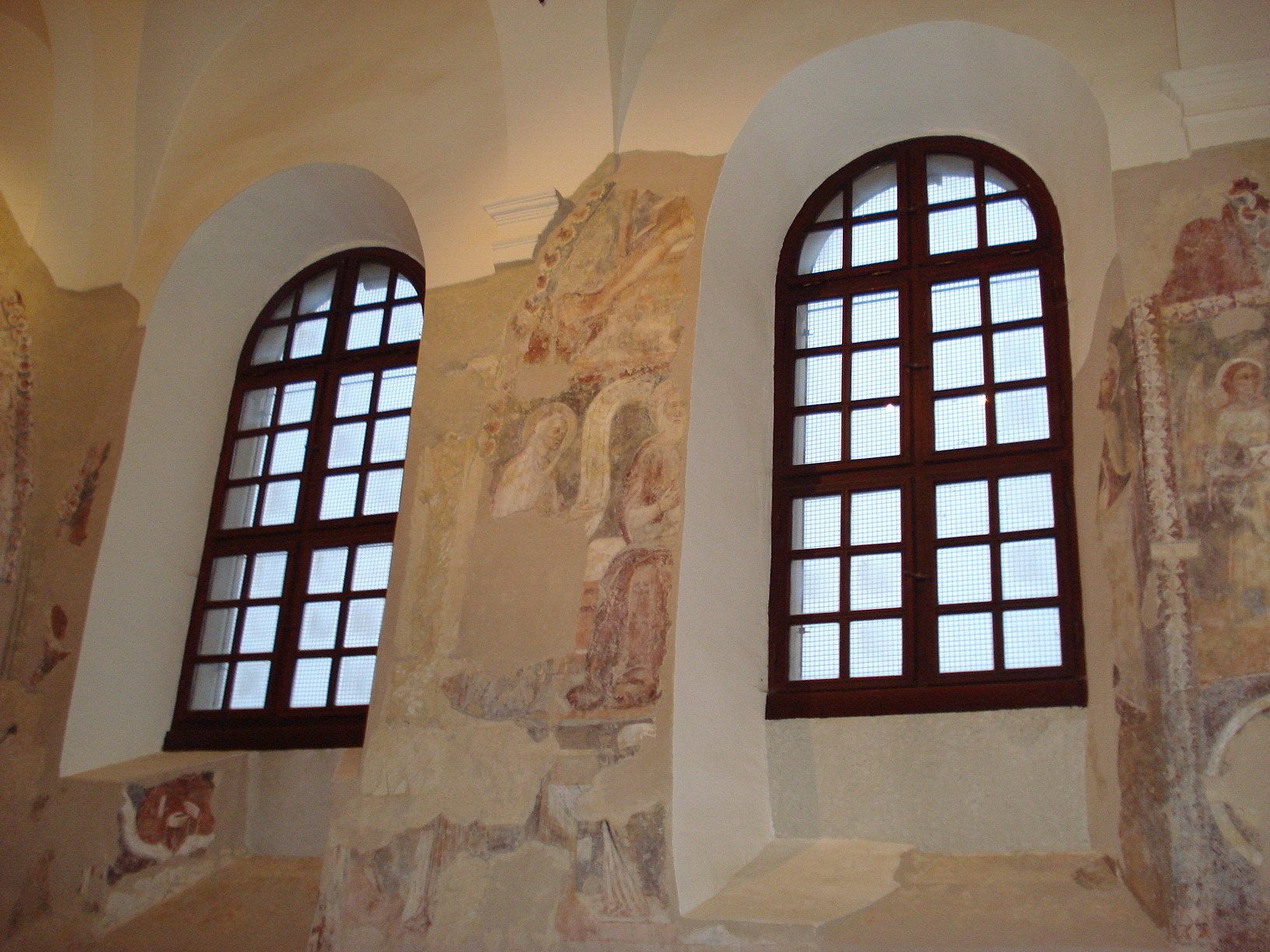
Südwand
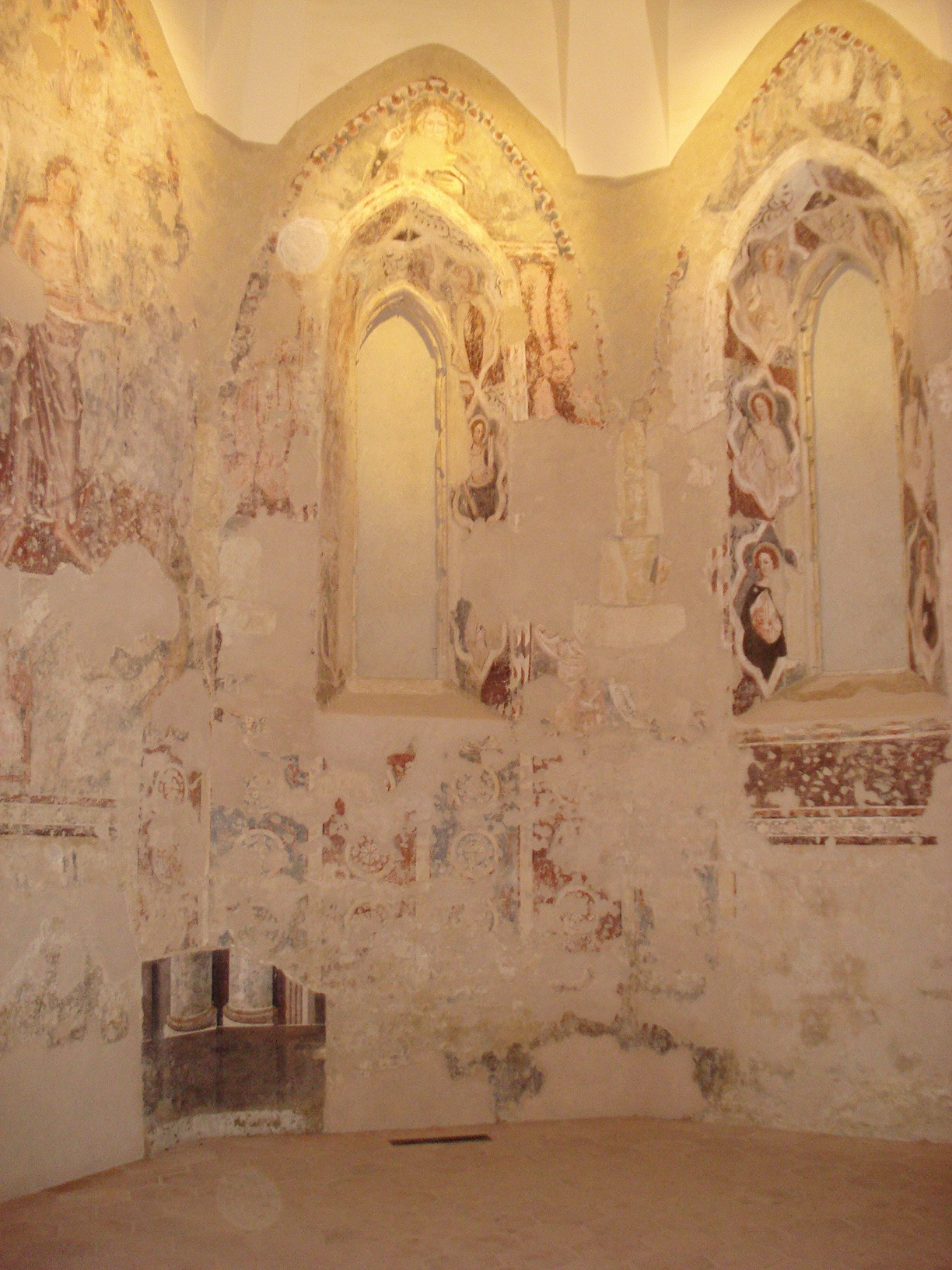
Freskomalerei